# Ann Keymeulen
Ann Keymeulen (Aalst, 1971) is een Belgische kaasmeester en schrijfster. 

## Biografie
Keymeulen studeerde eerst keramiek en voor etaleuse (Academie voor Schone Kunsten Aalst) in 1991. Daarna was ze van 1991 tot 2001 verkoopster in een delicatessenzaak. In 2005 werd ze kaasmeester van de Colruyt, wat ze bleef tot 2015, waarna ze tot 2020 actief was als aankoper en kaasmeester bij Fermette Food Group. In 2015 richtte ze L'art du fromage op.
Daarnaast is Keymeulen ook docent aan Synthra in de opleiding Kaasmeester sinds 2012. Ze bracht in 2016 het boek De kunst van kaas. 40 Belgische kaasmakers en hun nalatenschap. Keymeulen mag zich sinds 2018 ook als kaasmeester rekenen bij de Guide internationale de Fromagers.
Keymeulen is tevens jurylid bij de World Cheese Awards, Le Mondial du Fromage et des Produits Laitiers, Salon de fromage Tours, meilleur fromage au lait cru de Wallonie en International Cheese and Dairy Awards.